# Windfenster

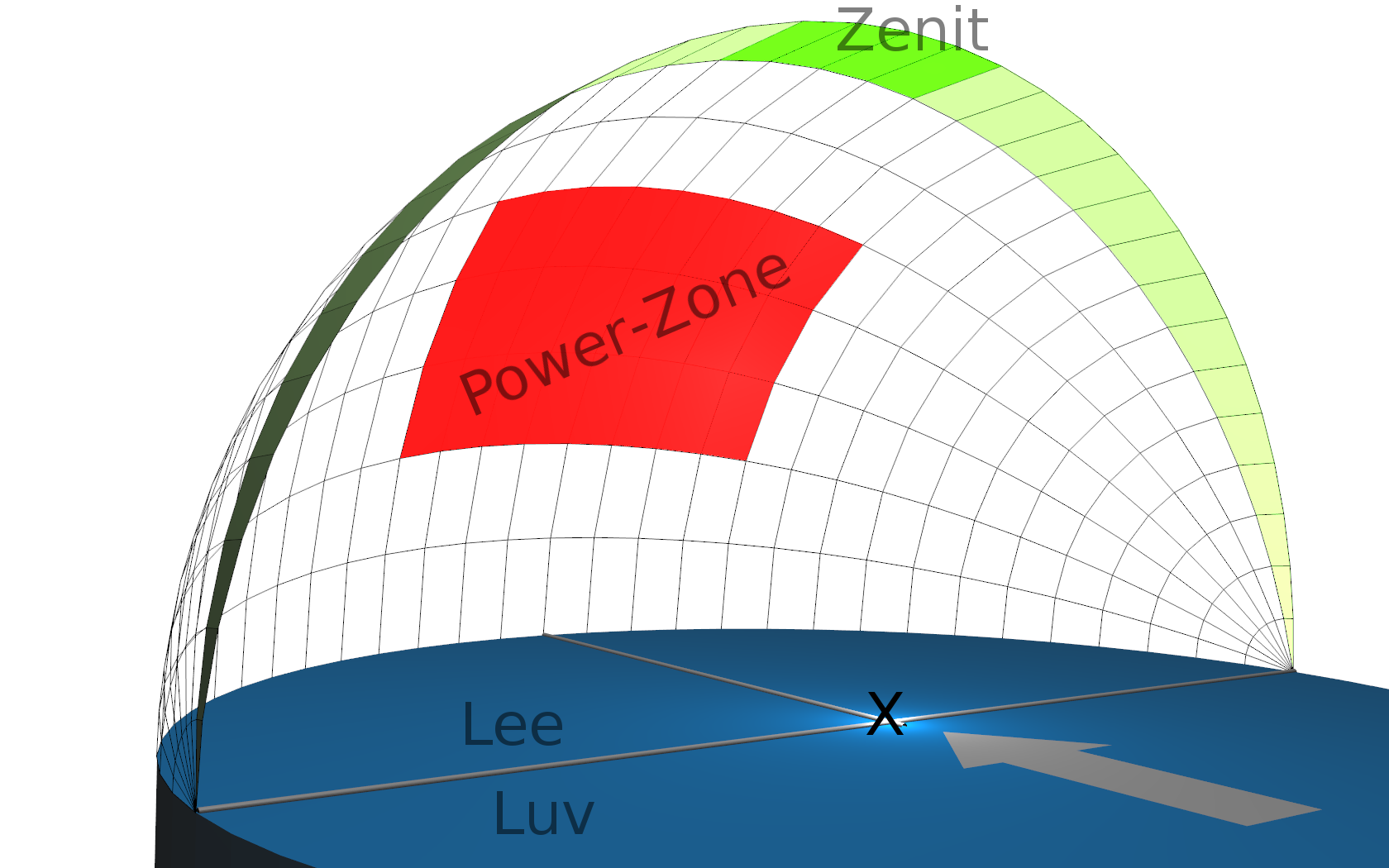
Windfenster

Ein Windfenster ist der Bereich, in dem sich ein Drachen bewegen lässt. 
Das Windfenster ist Teil einer Kugelschale in dessen Mittelpunkt der Pilot, der den Drachen lenkt, steht und dessen Radius durch die Leinenlänge bestimmt ist. Steht der Pilot auf ebenem Boden bleibt ein Viertel der Kugelschale als nutzbarer Bereich übrig. Verlängert man die Windrichtung als Gerade durch den Piloten, so ist der Drachen je nach Bauform und Windstärke in einem Winkel von bis etwa 90° zur gedachten Gerade zu bewegen.
Am Rand des Windfensters, im Bereich großer Winkel, treten geringere Zugkräfte auf. In der Mitte vor dem Piloten von 0° bis etwa 30° treten höhere Kräfte auf, dieser Bereich wird deshalb auch „Powerzone“ genannt. Bei starkem Wind lassen sich Drachen nur am Windfensterrand kontrolliert starten und landen. Beim Kitesurfen ist dies das übliche Vorgehen.